# Kulbhushan Yadav
Kulbhushan Sudhir Yadav hoặc Kulbhushan Jadhav là một người Ấn Độ bị bắt ở Balochistan, Pakistan, về tội khủng bố và gián điệp cho cơ quan tình báo Ấn Độ, Cơ quan Nghiên cứu và Phân tích Wing (R & AW) (Research and Analysis Wing (R&AW).
Chính phủ Pakistan tuyên bố rằng ông là một sĩ quan chỉ huy phục vụ trong Hải quân Ấn Độ đang tham gia vào các hoạt động lật đổ bên trong Pakistan, và đã bị bắt vào ngày 3 tháng 3 năm 2016 trong một cuộc điều tra phản kháng ở Balochistan. Chính phủ Ấn Độ thừa nhận Yadav là cựu sĩ quan hải quân, nhưng phủ nhận liên kết với ông và duy trì việc nghỉ hưu sớm và có thể bị bắt cóc từ Iran.
Vào ngày 10 tháng 4 năm 2017, Yadav bị kết án tử hình bởi một Trại Tòa án Tối cao ở Pakistan (FGCM) tại Pakistan.

## Bối cảnh
Theo báo cáo của giới truyền thông Pakistan, Yadav đã tham gia Học viện Quốc phòng Ấn Độ năm 1987 và được ủy nhiệm trong ngành kỹ thuật của Hải quân Ấn Độ năm 1991. Sau cuộc tấn công năm 2001 vào Quốc hội Ấn Độ, ông bắt đầu thu thập thông tin và thông tin tình báo ở Ấn Độ. Sau 14 năm phục vụ, ông bị buộc tội tham gia vào các hoạt động tình báo vào năm 2003 và thành lập một doanh nghiệp nhỏ ở Chabahar ở Iran.

## Bắt giữ
Theo chính phủ Pakistan, vào ngày 3 tháng 3 năm 2016, Yadav đã bị bắt bên trong Balochistan trong một cuộc đột kích thông tin do lực lượng an ninh tiến hành. Ông bị bắt gần khu vực biên giới Chaman, đã nhập cảnh bất hợp pháp vào Pakistan thông qua Iran Các lực lượng an ninh Pakistan báo cáo Yadav là một sĩ quan phục vụ trong Hải quân Ấn Độ và khẳng định ông được ủy nhiệm cho Phòng Nghiên cứu và Phân tích, cơ quan tình báo bên ngoài của Ấn Độ. Họ tin anh ta tham gia vào các hoạt động lật đổ ở Balochistan và Karachi. Yadav đã được chuyển sang Islamabad để thẩm vấn.